# Суджуд
Суджуд (سجود [sʊdʒuːd]) або саджда (سجدة [sædʒdæh]) — земні поклони, що здійснюються мусульманами під час намазу, при читанні Корану (суджуд тілява) і в знак подяки Аллаху (суджуд-шукр).

Сура Ас-Саджада (араб. سورة السجدة‎) або Земний уклін — тридцять друга сура Корану. Мекканська, містить 30 аятів.